# Красная Звезда (Выгоничский район)
Красная Звезда — посёлок в Выгоничском районе Брянской области, в составе Орменского сельского поселения. Расположен в 5 км к юго-западу от села Малфа. Население — 4 человека (2010).

## История
Основан в 1920-е годы; до 2005 входил в Малфинский сельсовет.
| Годы      | 1926 | 1979 | 1989 | 2002 | 2010 |
| --------- | ---- | ---- | ---- | ---- | ---- |
| Население | 118  | 44   | 6    | 5    | 4    |